# Tabanus calens
Tabanus calens är en tvåvingeart som beskrevs av Carl von Linné 1758. Tabanus calens ingår i släktet Tabanus och familjen bromsar. Inga underarter finns listade i Catalogue of Life.